# 罗伯特·卡亚努斯
罗伯特·卡亚努斯（芬蘭語：Robert Kajanus，1856年12月2日—1933年7月6日），芬兰指挥家、作曲家，西贝柳斯之前芬兰最重要的古典音乐界人物之一。他的创作深受芬兰民间传说与民族音乐的影响，并对西贝柳斯的创作有很大的启发，虽然最终后者的光芒几乎将他完全盖过。他作为指挥家，也大大促进了芬兰古典音乐的发展，他是西贝柳斯作品的积极推广者，曾为他的很多部作品录过音。